# Jeroen Kooijmans
Jeroen Kooijmans ( Schijndel, 2 februari 1967) is een Nederlandse video- en installatiekunstenaar.

## Biografie
Kooijmans volgde van 1991 tot 1995 de Gerrit Rietveld Academie, aanvankelijk met de ambitie om schilder te worden, en experimenteerde met video omdat het hem meer mobiliteit binnen het kader bood. In 1994 werd Kooijmans' eerste videokunstwerk 'Work' (1994) aangekocht door Rudi Fuchs, voor de collectie van het Stedelijk Museum in Amsterdam. Kooijmans bleef experimenteren met videokunstinstallaties en projecties en verwierf landelijke bekendheid door de NPS Cultuurprijs te winnen voor zijn 'video-graffiti', een term die Kooijmans bedacht voor de grote projecties op openbare gebouwen en transportvoertuigen (treinen en vrachtwagens). De video-graffiti fungeerde als een theatrale interventie, waarbij vooraf opgenomen scènes van dansende koppels vanuit een auto op muren bij voorbijgangers werden geprojecteerd.
In 2001 werd Kooijmans geselecteerd voor een residentie bij MoMA PS1 in New York met een voorstel voor een kunstproject getiteld 'Floating Gardens'; om land in de lucht te creëren. Daar was Kooijmans getuige van de aanslagen van 11 september die zijn kijk op de wereld veranderden. Hoewel Kooijmans twee videoprojecties vertoonde (Hotel New York, Listening to New Voices: PS1 National and International Studio Program Exhibition), een film opnam (NPS), een boek publiceerde (Stedelijk Museum Amsterdam) en meewerkte aan verschillende interdisciplinaire projecten (Toneelgroep Amsterdam, MVRDV ) in de hoedanigheid van videokunstenaar, stopte zijn ijver om de wereld na 9/11 weer te geven. Hij ging reizen, voornamelijk naar Afrika, India en Pakistan en keerde uiteindelijk terug naar Amsterdam. De periode erna werkte Kooijmans aan een trilogie 'Het Visvijverlied', waarin personages gebaseerd op die van de panelen De Tuin der Lusten van Jheronimus Bosch worden onderworpen aan de gruwelen van eeuwige strijd en verzoening. De drie delen zijn afzonderlijk geproduceerd gedurende zeven jaar filmen, monteren en bouwen en werden tentoongesteld in het Stedelijk Museum 's-Hertogenbosch tijdens de viering van 500 jaar Jeroen Bosch.

## Stijl
Kooijmans werk wordt omschreven als oer-Hollands, luchtig en poëtisch. De vroege videowerken tonen een compositie die zowel cinematografisch als schilderkunstig is en een eenvoud zonder verhaal. In deze werken (1994-2002) vermengt Kooijmans technieken van video, installatie, (live) projectie en interventie in zowel de publieke als de private ruimte en overschrijdt hij de grenzen van het persoonlijke en professionele, pop en hoge cultuur, zowel binnen als buiten.

## Werken
- 'Werk' (1994) : Video. Drie werklieden staan in een cirkelvorm en scheppen zand om het in de put van de ander te deponeren (Time Based Arts-sectie Stedelijk Museum).[8]
- 'Wolkenfabriek' (1996): video. Een fabriek neemt wolken uit de lucht op (From here to reality-Index 2001).[9]
- 'Piloot' (1998): Video. Vliegtuig maakt een looping voor de landing (Spinning- MIT List, 2002) Kooijmans, Jeroen (23 mei 2002).[10]
- 'Pardon.. is dit uw kamer?' (2000) - Live en levensgrote projectie van twee geliefden in een hotelkamer; projectie is op echte 'setting' van een hotelkamer in een museum. Live-verbinding, geliefden kunnen bezoekers op monitoren zien en met hen communiceren (Hotel New York-MoMA/PS1-2001).[11]
- 'Guards' (2002): Live videoprojectie van twee bewakers ter grootte van een kabouter, die bezoekers op monitoren in een andere ruimte bekijken en als projecties met bezoekers communiceren (Listening to new voices - MoMA/PS1, 2002).[12]
- 'Het wordt tijd' (2002): Boek. (Stedelijk Museum, boekpresentatie 2002; boek maakt deel uit van bibliotheekcollectie).[13]
- 'New York is eating me & The Cactus Dance' (2005): film over New York, gezichtshaar en 9/11 (After 9/11 - Stedelijk Museum, After 9/11 - Stedelijk Museum Amsterdam).[14][15]
- 'The Fish Pond Song' (2016): Cinematografische installatie met interactieve architectuur over oorlog en verzoening (Stedelijk Museum 's Hertogenbosch, 2016).[16]

## Links
- https://jeroenkooijmans.com/ (officiële website)
- LI-MA- Platform voor nieuwe mediakunst en digitale culturen [1]